# Charles Henry Hall

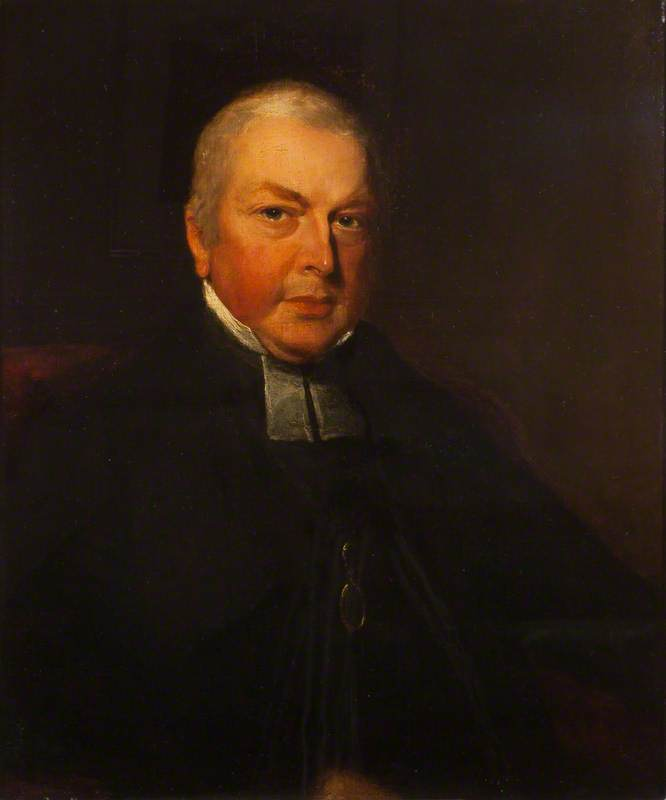
Charles Henry Hall
(Gemälde von Gilbert Stuart Newton)

Charles Henry Hall (* 1763; † 16. März 1827 in Edinburgh) war ein britischer anglikanischer Geistlicher und Theologe. Von 1809 bis 1824 bekleidete er das Amt des Dekans von Christ Church (Oxford).

## Leben
Hall war der älteste Sohn von Charles Hall (1718–1774), Dekan von Bocking (Essex) und Kaplan bei Erzbischof Thomas Secker, und seiner Frau Elizabeth geb. Carsan. Von 1773 bis 1779 besuchte er die Westminster School in London; danach studierte er am Christ Church College in Oxford, wo er mehrere akademische Auszeichnungen errang. 1783 graduierte er zum Bachelor of Arts, 1786 zum Master of Arts, 1794 zum Bachelor of Divinity und 1800 zum Doctor of Divinity.
Der damalige Dekan von Christ Church, Cyril Jackson (1746–1819), schätzte Hall zunächst sehr, sodass er in der kirchlichen und akademischen Hierarchie rasch aufsteigen konnte. Nach der Ordination zum Diakon (1786) und zum Priester (1788) wurde er 1794 Kaplan beim Bischof von Bristol und Vikar von Broughton-in-Airedale (Yorkshire), 1798 Präbendar von Exeter (Devon), 1799 Rektor von Kirk Bramwith (Yorkshire) und Kanoniker an Christ Church (Oxford) und 1804 Vikar von Luton (Bedfordshire). An der Universität Oxford fungierte er von 1792 bis 1794 als Tutor und Censor am Christ Church College (wo Lord Liverpool zu seinen Schülern gehörte) und 1793 als Junior Proctor am All Souls College, 1798 hielt er die Bampton Lectures, eine jährlich veranstaltete theologische Vorlesungsreihe, 1805 wurde er an Christ Church Subdekan und 1807 – durch Einflussnahme des Premierministers Lord Grenville – Regius Professor of Divinity.:36 Wegen seiner „sterilen und langweiligen“ Vorlesungen verlor er jedoch bald Jacksons Wohlwollen, sodass er sich bei Lord Liverpool um eine andere Position bemühte. Auf Liverpools Empfehlung wurde er 1809 Jacksons Nachfolger als Dekan von Christ Church.
In seinem neuen Amt erwies sich Hall (auch wenn er seinen autoritären Vorgänger in Gangart und Kleidung nachzuahmen versuchte) als führungsschwach. Auch die Gunst Lord Liverpools verscherzte er sich bereits Ende 1809, als er bei der Wahl des Universitätskanzlers – um das Amt bewarben sich mit Lord Liverpool und Lord Grenville zwei Förderer Halls – in einen Loyalitätskonflikt geriet und neutral blieb. Weiteren Schaden nahm sein Ansehen durch einen Skandal am Christ Church College, in den sein ältester Sohn verwickelt war, und vor allem durch die Verschwendungssucht seiner Frau, die ihn in immer größere Schulden stürzte. Hall ersuchte Lord Liverpool (inzwischen Premierminister) mehrmals um ein finanziell einträglicheres Bischofsamt, was dieser jedoch wegen Halls persönlicher Situation ablehnte. Als 1824 das ebenfalls hoch dotierte Dekanat von Durham frei wurde, berief Lord Liverpool ihn auf diese Position.
1827 begab sich Hall wegen eines akuten Fieberanfalls zur ärztlichen Behandlung nach Edinburgh, wo er im Alter von 63 Jahren in einem Hotel starb. Er hinterließ Schulden in Höhe von 35.800 Pfund.

## Familie
Hall war seit 1794 mit Anna Maria Bridget Byng (1771–1852), einer Tochter von John Byng, dem späteren 5. Viscount Torrington, verheiratet. Aus der Ehe gingen zehn Kinder hervor, von denen vier früh starben:
1. Anna Elizabeth Hall (1795–1798)
2. Elizabeth Hall (1796–1802)
3. Charles Henry Hall (1798–?), Legationssekretär in München, Bern und Stuttgart; heiratete Maria Leopoldine, die jüngste Tochter von Joseph Maria von Weichs
4. Cecilia Charlotte Hall (1799–1892), heiratete Vizeadmiral Thomas Francis Charles Mainwaring (1780–1858)
5. Percy Francis Hall (1801–1884), Marineoffizier, später Pazifist und Prediger
6. Edmund Scrope Hall (1802–1803)
7. John Cecil Hall (1803–1844), Archidiakon der Isle of Man und Rektor von Kirk Andreas
8. Herbert Byng Hall (1805–1883), Offizier und Autor
9. Arthur Hall (1809–1879), Offizier in Indien
10. George Augustus Hall (1814–1815)

## Veröffentlichungen
- On the Use of Medals [1784]. In: The Oxford English Prize Essays, Bd. 1 (Oxford 1830)
- A Sermon, Preached in Lambeth Chapel, at the Consecration of Henry Reginald Lord Bishop of Bristol, on Sunday, May 11, 1794 (Oxford 1794)
- Sermons Preached before the University of Oxford, at St. Mary’s Church, in the Year MDCCXCVIII, at the Lecture Founded by the Rev. John Bampton, M.A. (Oxford 1799)
- A Sermon Preached before the Honourable House of Commons at the Church of St. Margaret, Westminster, on Wednesday, February 20, 1805, Being the Day Appointed for a General Fast (London 1805)
- A Sermon Preached in the Cathedral Church of St. Paul, on Thursday, June 1, 1815, Being the Time of the Yearly Meeting of the Children Educated in the Charity Schools in and about the Cities of London and Westminster. In: The Annual Report of the Society for Promoting Christian Knowledge for the Year 1815 (London 1816)